# 정현우 (축구 선수)
정현우(2000년 7월 12일 ~ )는 대한민국의 축구 선수이다. 포지션은 미드필더이다. 현재 K3리그 시흥시민축구단에서 활약하고 있다.

## 클럽 경력
2018년 12월, 우선지명을 통해 광주 FC에 입단했다. 2021시즌을 마치고 계약 만료로 팀을 떠났다.
2022시즌을 앞두고 춘천시민축구단에 입단했다.
2023시즌을 앞두고 시흥시민축구단에 입단했다.